# Antoni Popławski
Antoni Popławski właściwie Antoni Ignacy Popławski, imię chrzestne Hiacynt, krypt. A. P.***, (ur. 25 sierpnia 1739 w Krakowskiem, zm. 12 marca 1799 w Krakowie) – polski ekonomista, przedstawiciel fizjokratyzmu, pedagog, pisarz polityczny, ksiądz pijar.

## Życiorys
Urodził się w województwie krakowskim. Pierwsze nauki pobierał w szkołach pijarskich. 27 sierpnia 1754 wstąpił w Podolińcu do zgromadzenia pijarów. Wtedy to przyjął imię Antoniego od św. Ignacego (imię chrzestne: Hiacynt). W roku 1756 złożył śluby zakonne. W roku 1756/1757 rozpoczął studia (retoryka) w seminarium zakonnym w Rzeszowie, a w latach 1757/1758-1758/1759 studiował filozofię w Międzyrzeczu Koreckim. Około roku 1760 wyznaczony nauczycielem warszawskiego Collegium Nobilium pijarów w Warszawie. W tym okresie (1763) studiował w Warszawie teologię. Studia swe kontynuował w Rzymie (1764) i Paryżu, gdzie w ciągu niespełna 3 lat zdobył tytuł doktora filozofii i praw. Jesienią roku 1767 powrócił do Polski i podjął obowiązki profesora wymowy w Collegium Nobilium.
Wraz z Franciszkiem Bielińskim i ks. Adolfem Kamieńskim opracował projekt pt. „Rady i uwagi co do nowego urządzenia szkół narodowych”, w którym pojawiły się postulaty napisania nowych książek do nauczania w języku polskim dzięki czemu przyczynił się do powstania Towarzystwa do Ksiąg Elementarnych, którego został później członkiem  . Autor projektu reformy szkolnej z 1775. Nauczał etyki i prawa naturalnego w Krakowie.

## Twórczość

### Ważniejsze dzieła
1. Zbiór niektórych materii politycznych, powst. w latach 1769-1774, wyd. Warszawa 1774; zawartość: 1) O ekonomii politycznej względem rolnictwa krajowego, cz. 1-2; 2) Objaśnienie i dowód następującej propozycji...: Choćby nie można było otrzymać u narodów pogranicznych wolności od ceł za towary z Polski wychodzące i do niej wchodzące, użyteczniej jednak byłoby dla Polski tęż wolność ustanowić w swoim kraju...; 3) Zdanie na podaną w roku 1770 do rezolucji kwestią następującą: Jakie nauki należałoby dawać kmiotkom... szacownej cząstce społeczeństwa lokalnego...; 4) Uwagi polityczne do rządu polskiego i jego polityki stosujące się; 5) O zewnętrznym rządzie Rzeczypospolitej. Fragm. rozprawy 1) pt. O ekonomii politycznej w każdym państwie, przedr. B. Suchodolski w: Nauka polska w okresie Oświecenia, (Warszawa) 1953; fragm. rozprawy 3) pt. O potrzebie nauk dla rolników, przedr. S. Tync w: Komisja Edukacji Narodowej. Wybór źródeł, Wrocław (1954) "Biblioteka Narodowa" seria I, nr 126; rozprawa 3) w całości przedr. Wydania zbiorowe poz. 1; fragm. rozpraw 4) i 5) przedr. "Seriarz Projektów do Prawa i Innych Pism" 1785 cz. 6, s. 270 i następne; cz. 7, s. 349 i następne; cz. 8, s. 417 i następne
2. Nauka o prawie przyrodzonym krótko i jaśnie zebrana... dla uczących się polityki in Collegio Nobilium S. P. w Warszawie, powst. 1771, rękopis: Archiwum Główne Akt Dawnych, Archiwum Publiczne Potockich, sygn. 193, s. 451-554.
3. O rozporządzeniu i wydoskonaleniu edukacji obywatelskiej, projekt prześwietnej Komisji Edukacji Narodowej Korony Polskiej i W. Ks. Litewskiego w marcu 1774 podany, Warszawa 1775; wyd. następne zobacz Wydania zbiorowe poz. 1; fragmenty przedr.: B. Suchodolski jak wyżej poz. 1; S. Tync jak wyżej poz. 1; Z. Florczak, L. Pszczołowska w: Ludzie Oświecenia o języku i stylu t. 2, Warszawa 1958; H. Hinz, A. Sikora w: Polska myśl filozoficzna. Oświecenie – Romantyzm, (Warszawa 1964)
4. Kopia pierwszego listu z Warszawy do podkomorzego ziemi przed następującym sejmikiem i sejmem 1776, brak miejsca wydania (1776)
5. Projekt na seminarium profesorów, powst. 3 grudnia 1776, złożony w Komisji Edukacji Narodowej w roku 1777, z rękopisu Biblioteki Jagiellońskiej sygn. akc. 166/51 wyd. S. Tync zobacz Wydania zbiorowe poz. 1
6. Moralna nauka dla szkół narodowych na pierwszą i drugą klasę, brak miejsca wydania 1778; wyd. następne: na I klasę, Kraków 1785; na II klasę, Kraków 1785; na I klasę, Kraków 1787; na I i II klasę, Kraków 1794; także Wilno 1795; także brak miejsca i roku wydania; na I klasę, brak miejsca wydania (po roku 1800); na II klasę, Wilno (po roku 1800); na I i II klasę w oprac. S. Sobieskiego, Lwów 1863; fragm. na I i II klasę zobacz Wydania zbiorowe poz. 1; do niektórych wydań dołączane były "Przypisy" przeznaczone dla nauczycieli; fragm. "Przypisów" przedr.: Wydania zbiorowe poz. 1; J. Lubieniecka w: Reforma programu szkolnego Komisji Edukacji Narodowej. Wybór tekstów, Warszawa (1962); H. Hinz, A. Sikora jak wyżej poz. 3
7. Mowa w dzień rocznicy otwarcia Towarzystwa do Ksiąg Elementarnych na sesji dnia (8) marca 1780, Warszawa (1780, dwa warianty karty tytułowej); przedr. S. Tync zobacz Wydania zbiorowe poz. 1
8. Mowa przy otwarciu Seminarium na profesorów narodowych stanu akademickiego dnia 2-go października 1780 w Krakowie miana, (Kraków 1780); fragmenty przedr. S. Tync jak wyżej poz. 1; całość przedr. Wydania zbiorowe poz. 1
9. Podania z nauki prawa natury i politycznego... na popis publiczny wyłożone, R. P. 1781 dnia 21 lipca w Krakowie, (Kraków 1781)
10. Uwagi nad pochwałą wieku ośmnastego, ekscerpt z Pamiętnika roku 1784 miesiąca grudnia pod liczba VI, brak miejsca wydania (1785; dwa wydania); wyd. bezimienne; autorstwo Popławskiego przypisuje Estreichera, natomiast W. Smoleński (Publicyści anonimowi z końca XVIII w., Warszawa 1912) i I. Homola-Dzikowska ("Pamiętnik Historyczno-Polityczny" Piotra Świtkowskiego, Kraków 1960) autora upatrują w Antonim Małachowskim
11. Moralna nauka dla szkół narodowych na trzecią klasę, powst. 1783-1785. Czytana w Towarzystwie do Ksiąg Elementarnych 15, 18 i 22 marca 1785, a po poprawkach autora w latach 1785-1786, ponownie czytana w październiku i listopadzie 1786; wyd. Kraków 1787; wyd. następne: Wilno 1788; Kraków 1790; Kraków 1794; Wilno 1799; Wilno (po roku 1800); Poczajów 1801[4]; Kraków 1809; brak miejsca i roku wydania; pt. Nauka moralna dla szkół narodowych, wyd. T. Grabowski, Kraków 1918 "Zabytki Literatury Wych." nr 1; fragm. zobacz Wydania zbiorowe poz. 1.

### Przekłady
1. G. F. Coyer: Historia Jana Sobieskiego, przekł. z języka francuskiego powst. 1762; o przekładzie tym wspomina S. Konarski, porównaj S. Tync: Wstęp do Wydania zbiorowego (s. XI).

### Wydania zbiorowe
1. Pisma pedagogiczne. Wstępem i objaśnieniami opatrzył S. Tync, Wrocław 1957 "Biblioteka Klasyków Pedagogiki. Pisarze Polscy"; zawartość: Ważniejsze dzieła poz. 1 rozprawa 3), poz. 3, 5, 7-8, fragmenty poz. 6, 11; Listy poz. 2; Program wykładów prawa w Szkole Głównej Koronnej.

### Ważniejsze listy
1. Do S. K. Potockiego z roku 1773, rękopis: Archiwum Główne Akt Dawnych (Archiwum Wilanowskie, sygn. 260)
2. Do I. Potockiego 18 listów z lat 1777-1790, do H. Kołłątaja 17 listów z lat 1780-1782, z rękopisów Archiwum Głównego Akt Dawnych ogł. S. Tync, zobacz Wydania zbiorowe poz. 1
3. Listy z roku 1792, rękopis: Biblioteka Uniwersytetu Warszawskiego, sygn. 631
4. Od H. Kołłątaja z 29 grudnia 1781, kopię listu ogł. M. Baliński: Pamiętniki o Janie Śniadeckim t. 1, Wilno 1865 (1864), s. 63-64 (przypis)
5. Od H. Kołłątaja (brak roku), rękopis (odpis): Biblioteka Jagiellońska, sygn. 3137.